# Luka (district de Česká Lípa)
Pour les articles homonymes, voir Luka.
Luka  (en allemand : Luken) est une commune du district de Česká Lípa, dans la région de Liberec, en République tchèque. Sa population s'élevait à 90 habitants en 2021.

## Géographie
Luka se trouve à 13 km au sud-ouest de Ralsko, à 21 km au sud-est de Česká Lípa, à 40 km au sud-ouest de Liberec et à 52 km au nord-nord-est de Prague.
La commune est limitée au nord par Okna, à l'est et au sud par Doksy, au sud-ouest par Blatce et à l'ouest par Ždírec.

## Histoire
La première mention écrite du village date de 1348.

## Transports
Par la route, Luka se trouve à 7 km de Doksy, à 26 km de Česká Lípa, à 62 km de Liberec et à 68 km de Prague.